# 兀突骨 (バンド)
兀突骨（ごつとつこつ）は、日本のデス・スラッシュ・メタルバンド。バンド名の由来は三国志演義に登場する架空の武将、兀突骨から。埼玉県川越市出身である事から、“川越の残虐王”という異名を持つ。

## 来歴
・2000年、ex.DEFILEDの高畑治央が中心となり、高畑治央（Bass）、島田剛（Guitar）、中澤洋隆（Drums）、戸口右亮（Vocal）の4人で結成。
・2002年、戸口が脱退。以降、高畑がヴォーカルを兼任することになる。
・2009年、BTH Recordsと契約。同年3月20日、1stアルバム『魍魎』をリリース。
・2011年、島田が脱退。新ギタリストに高橋篤志が加入。
・2013年3月6日、2ndアルバム『影ノ伝説』をリリース。それに伴い初のアジア、オーストラリア、イギリスツアーを行う。
・2014年、中澤、高橋が脱退。新ギタリストに円城寺慶一、新ドラマーに秋田浩樹が加入。現編成となる。
・2015年3月18日、3rdアルバム『因果応報』をリリース。
・2016年11月23日、4thアルバム『兵ドモガ夢ノ跡』をリリース。
・2017年、中国、インド、ネパールの長期ツアーを行う。
・2018年10月24日、5thアルバム『背水ノ陣』をリリース。
・2019年、中国7都市のツアーを行う。

## メンバー

### 現メンバー
- 高畑治央（Vocal&Bass）[14][15]
埼玉県川越市出身。ex.DEFIELD。当初はベース専任であったが、初代ヴォーカル脱退に伴いベースヴォーカルへと転向している。
- 円城寺慶一（Guitar）[16][17][18]
埼玉県川越市出身。音楽専門学校MI JAPANのギター科講師、御茶の水ESPミュージックスクールのギター科講師としても活動[19]。
- 秋田浩樹（Drums）[20]
福岡県出身。ex.EMPTYBOX。GAUNTLETのDrumsも兼任。

### 旧メンバー
- 戸口右亮（Vocal）
- 島田剛（Guitar）
- 高橋篤志（Guitar）
- 中澤洋隆（Drums）

## ディスコグラフィ

### デモテープ
2001.05『Demo #1』
1. Finger
2. 蟻
3. 流動情鬼

2001.10『Demo #1 + Rat Race』
1. Finger
2. 蟻
3. 流動情鬼
4. 天誅 (Bonus)

2003.10『Demo #2』
2005.03『Demo #3』
1. 魍魎
2. 蒼天スデニ死ス